# NGC 2444
NGC 2444 هو اصطدام مجري، يقع في كوكبة الوشق. اكتشف في 18 يناير 1877 . وقد اكتشفه إدوارد ستيفان . تبلغ سرعته الشعاعية 4024 كيلومتر في الثانية، وتبلغ سرعته الشعاعية 4064 كيلومتر في الثانية، وتبلغ سرعته الشعاعية 3965 كيلومتر في الثانية.

## روابط خارجية
- NGC 2444 على موقع ويكي سكاي: DSS2, SDSS, GALEX, IRAS, Hydrogen α, X-Ray, Astrophoto, Sky Map, Articles and images